# مقاطعة أبسون (جورجيا)
مقاطعة أبسون (بالإنجليزية: Upson County)‏ هي إحدى المقاطعات في ولاية جورجيا في الولايات المتحدة الأمريكية.

## أعلام
- جون غوردون
- جيمس إي. كوب
- جيمس إل. بنتلي